# Melidectes
Melidectes is een geslacht van zangvogels uit de familie honingeters (Meliphagidae). 

## Leefwijze
De geslachtsnaam is afgeleid van het Oudgrieks μέλι, meli (honing) en δέκτης, dektēs (bedelaar). Deze naam suggereert dat ze van nectar leven; het is echter niet duidelijk wat hun volledige dieet is. Naast nectar foerageren de vogels ook op stuifmeel, vruchten, bessen en insecten.

## Kenmerken
Het zijn middelgrote vogels uit de familie van de honingeters. Allemaal hebben ze een lange, soms stevige snavel en een vaak opvallend gekleurde naakte huid rond het oog. Sommige soorten hebben een kleurrijk verenkleed, andere zijn onopvallend grijs gespikkeld.

## Verspreiding en leefgebied
Alle soorten zijn endemische vogelsoorten uit Nieuw-Guinea of de omliggende eilanden. Het leefgebied van de meeste soorten is tropisch bos op berghellingen en struikgewas boven de boomgrens in gebergten. 

## Soorten
Het geslacht kent de volgende soorten:
- Melidectes belfordi  – Belfords honingeter
- Melidectes foersteri  – Försters honingeter
- Melidectes leucostephes  – Witmaskerhoningeter
- Melidectes ochromelas  – Roodbrauwhoningeter
- Melidectes rufocrissalis  – Geelbrauwhoningeter
- Melidectes torquatus  – Ornaathoningeter